# Landhaus Brunnenhof
Das Landhaus Brunnenhof, Ostendorfer Straße 27, in der niedersächsischen Gemeinde Worpswede, wurde am Anfang des 19. Jahrhunderts umgebaut. Aktuell (2025) wird es zum Wohnen und als Villa & Gästehaus Diedrichshof genutzt.
Das Gebäude steht unter Denkmalschutz (siehe auch Liste der Baudenkmale in Worpswede).

## Geschichte und Beschreibung
Worpswede im Teufelsmoor wurde 1218 erstmals als Besitz des Klosters Osterholz erwähnt. 1914 zog der Architekt Bernhard Hoetger nach Worpswede, verbrachte hier mehrere Jahre und prägte die Architektur des Ortes. 1922 übereignete Hoetger das Haus einem „Wunderheiler“. Das Haus gehört seit 1953 zeitweise der Bremer Heimstiftung.
Das eingeschossige traufständige verputzte Gebäude mit dem kurzen mittigen Flügel mit einem barocken Giebel ist ein Umbau von 1914 nach Plänen von Hoetger als Wohn- und Atelierhaus. Das ehemalige Bauernhaus war eine Kolonistenparzelle. Nach einem Brand erfolgte 1924 der Wiederaufbau; Teile von Hoetgers Entwurf blieben erhalten. Nach weiteren Umbauten entstand ein Gästehaus, das als Diedrichshof benannt wurde, nach dem Vornamen des damaligen Eigentümers.
Der südöstliche Garten (Hoetger-Garten) auf dem sehr tiefen Grundstück (45 mal 1000 Meter) bis zum Bergedorfer Schiffgraben ist auch denkmalgeschützt. Er entstand ab 1915 nach Plänen Hoetgers als repräsentativer aber auch intimer Garten, mit einer Art Empfangsbereich zwischen Straße und Wohnhaus. Es folgen räumlich abgegrenzte Zier- und Nutzgärten, die mit der Entfernung vom Wohnhaus in ihrer Intensität einfacher werden und am Ende in die umgebende Moorlandschaft übergeht. Geformte Hecken und Baumreihen sind als räumliche Struktur die prägenden Gestaltungsmerkmale. Der Garten wurde bis 1921 ausgebaut. Ab 2004 fand die Aufstellung von Repliken ehemals hier vorhandener Skulpturen statt.
Im Garten standen zwei Skulpturen von Hoetger, die aus einer Serie von 15 kleinen Keramiken stammen, die er für die Mathildenhöhe in Darmstadt schuf. Dieses Gegensatzpaar symbolisiert die „Licht- und Schattenseiten“ des Menschen. Licht und Wut standen zunächst im Park seines ersten Wohnsitzes und wurden ironisch auch als Orang und Utan bezeichnet (heute steht die Wut aus Kunststein nur wenige Schritte entfernt, neben dem Treppenaufgang zur Große Kunstschau Worpswede).
Das Landesdenkmalamt befand zum Garten u. a.: „… Symmetrie und Addition, Hell und Dunkel aber auch jahreszeitliche Aspekte bestimmen die Gestaltungssprache. …“